# David Schollmeyer
David Schollmeyer (* 18. November 1971 in Lutherstadt Wittenberg) ist ein deutscher Kirchenmusiker und Konzertorganist. Als Nachfolger von Tobias Gravenhorst ist er seit dem 1. Januar 2023 Landeskirchenmusikdirektor der Bremischen Evangelischen Kirche.

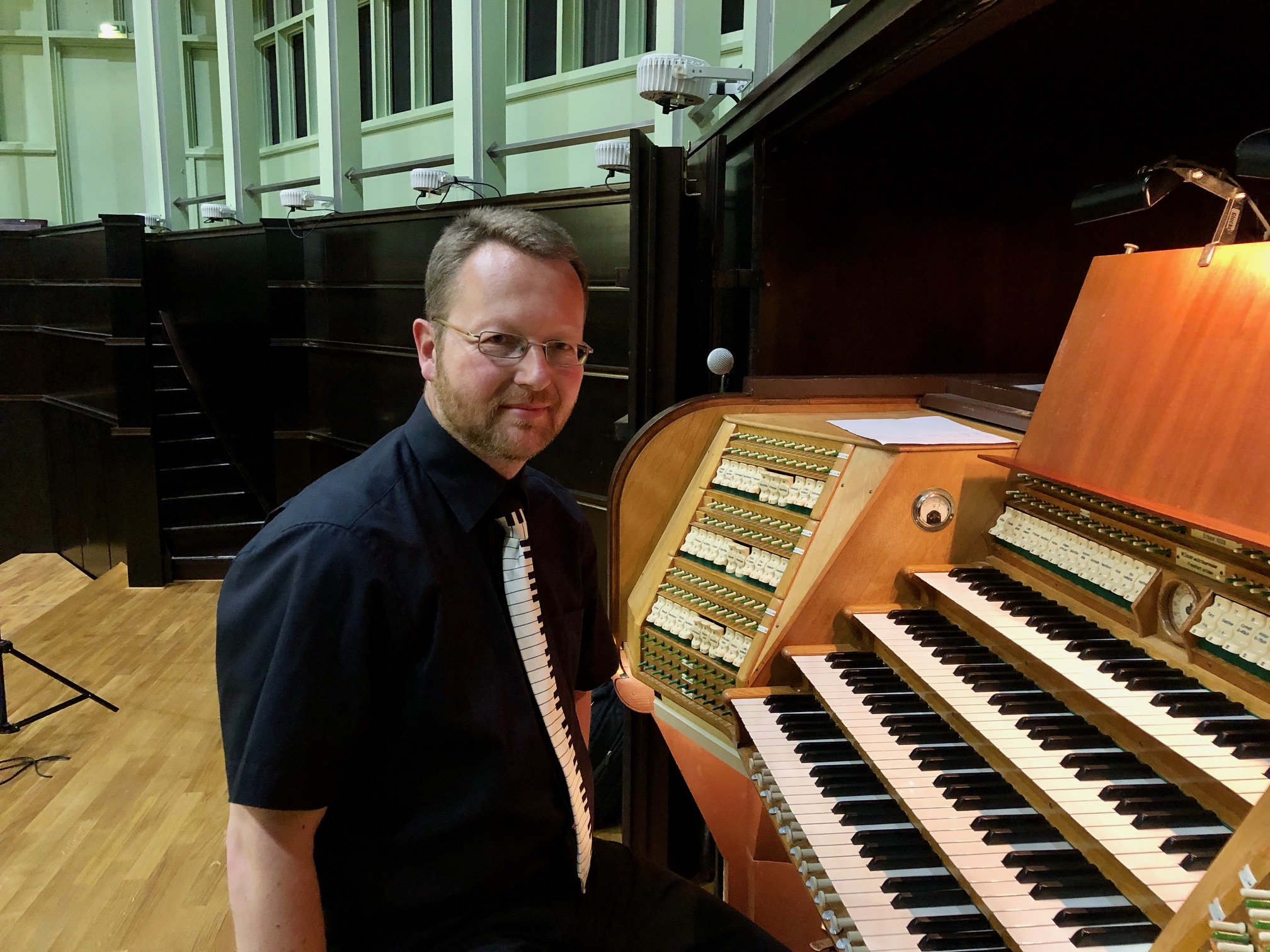
David Schollmeyer an der Orgel der Bremer Glocke (2020)

## Biografie
Schollmeyer wuchs in einem evangelischen Pfarrhaus auf und studierte nach dem Abitur und Zivildienst ab 1991 an der Evangelischen Hochschule für Kirchenmusik in Halle (Saale), wo er 1996 das A-Examen und 1998 bei Gundel Zieschang (Leipzig) die Künstlerische Reifeprüfung im Hauptfach Orgel ablegte. Sein zweimonatiges kirchenmusikalisches Praktikum absolvierte er im Herbst 1993 bei Kirchenmusikdirektor Matthias Jacob an der Friedenskirche in Potsdam. Er nahm an zahlreichen Orgel-Meisterkursen, u. a. bei Petr Eben, Olivier Latry und Ben van Oosten teil.
Ab August 1996 war er Kirchenmusiker an der Klosterkirche Ebstorf und wechselte zum November 2000 an die St.-Paulus-Kirche in Buchholz in der Nordheide. Zum 1. September 2014 wurde er als Kantor und Organist an die Bürgermeister-Smidt-Gedächtniskirche in Bremerhaven berufen. Mit der Buchholzer St.-Paulus-Kantorei und dem Bach-Chor Bremerhaven hat er ein umfangreiches oratorisches Repertoire aufgeführt.

## Orgelrepertoire
Seit Beginn seines Studiums geht Schollmeyer einer umfangreichen Konzerttätigkeit als Organist nach, die ihn neben ganz Deutschland in zahlreiche weitere europäische Länder führte. Schwerpunkte bilden hierbei die Werke J. S. Bachs, die französische Spätromantik (u. a. die Gesamtwerke von Louis Vierne und Maurice Duruflé), aber auch große Zyklen des 20. Jahrhunderts wie Petr Ebens Faust oder Marcel Duprés Kreuzweg (12-malige Gesamtaufführung mit diversen Sprechern) und die Orgelwerke von Zsolt Gárdonyi (Gesamtwerk), mit dem er seit vielen Jahren freundschaftlich verbunden ist und in künstlerischem Austausch steht.
Eine weitere Leidenschaft Schollmeyers ist die Jazz-Improvisation. Seine 2020 bei MDG erschienene SACD „Bill Evans On The Organ“ mit 15 originalen Klaviertranskriptionen sorgte in der Internationalen Fachpresse für Begeisterung und war für den Preis der Deutschen Schallplattenkritik nominiert.
Er konzertiert regelmäßig zusammen mit dem Solotrompeter des Philharmonischen Orchesters Bremerhaven, Krisztian Jambor, und hat mit ihm mittlerweile über 100 Videos auf YouTube veröffentlicht, darunter auch viele Filmmusik-Adaptionen.